# Aristoloche élevée
Aristolochia sempervirens
Espèce
Classification phylogénétique
L'aristoloche élevée ou aristoloche toujours verte (Aristolochia sempervirens) est une espèce de plantes à fleurs de la famille des Aristolochiaceae. 
C'est une plante grimpante fréquente dans les régions de la Méditerranée orientale. Elle n'est présente en France que dans les deux départements du Var et des Alpes-Maritimes. On la trouve dans les lieux ombragés comme les haies ou les lisières de bois. Ses feuilles sont persistantes et ses fleurs présentent la forme d'un tube recourbé jaune avec des rayures marron.

## Description
Il s'agit d'une plante grimpante à feuilles persistantes et ligneuses qui peut atteindre 5 mètres de haut. Ses feuilles sont ovales-lancéolées, coriaces et glabres. Elles ont une forme de cœur à leur base. 
Les fleurs poussent sur une tige florale soyeuse et mesurent de 2 à 5 cm de long. Elles ont un tube floral fortement incurvé avec une marge colorée en jaune et violet à l'intérieur et une couleur violette ou violet-brun sur le bord. Les fruits sont des capsules cylindriques de 1 à 4 cm de long. La floraison a lieu de janvier à juin.
Le nombre de chromosomes est 2n = 14

## Distribution
L'espèce est présente dans tout l'est du bassin méditerranéen, y compris le nord de l'Afrique, la Grèce, l'extrême sud-est de la France, le sud de l'Italie et la Sicile.

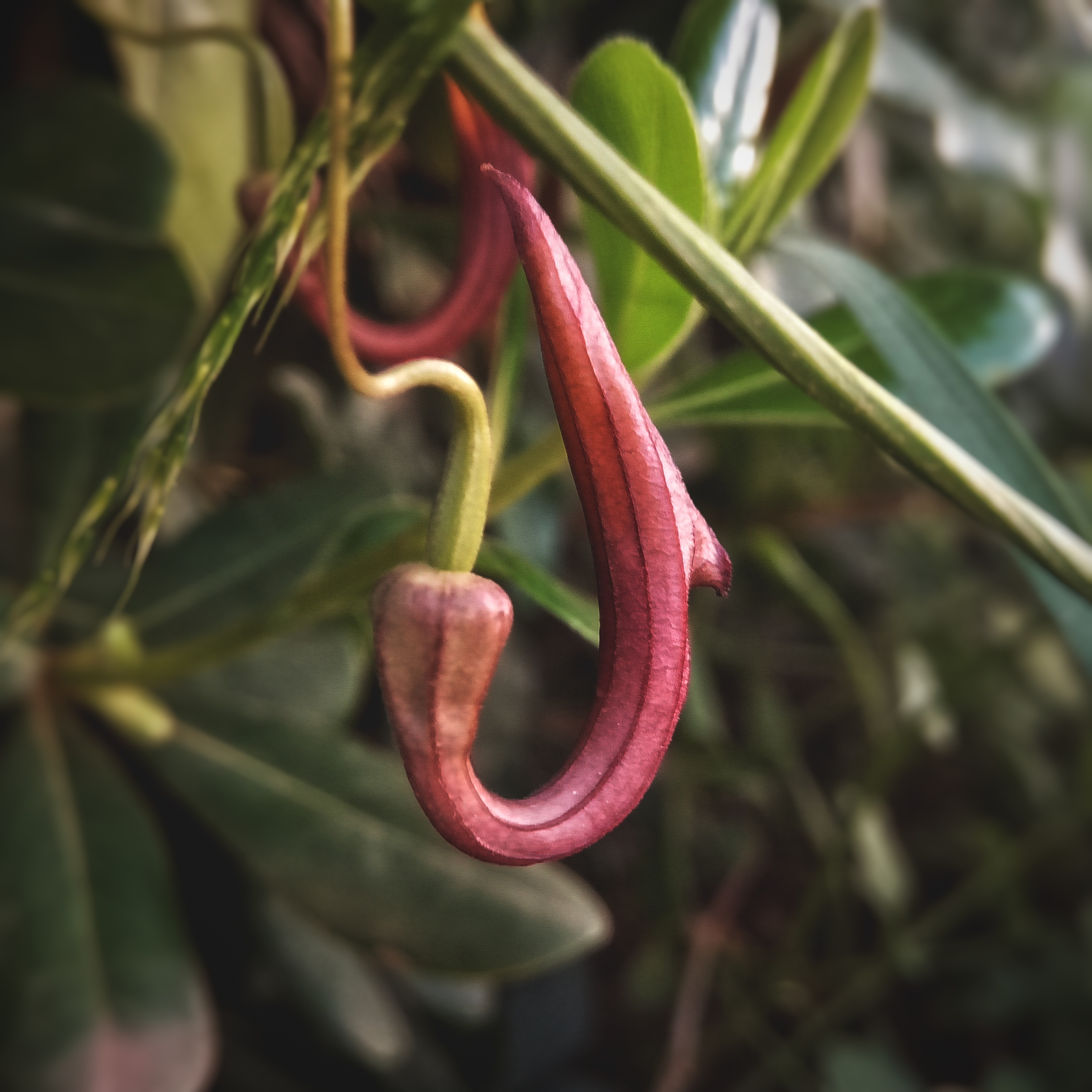
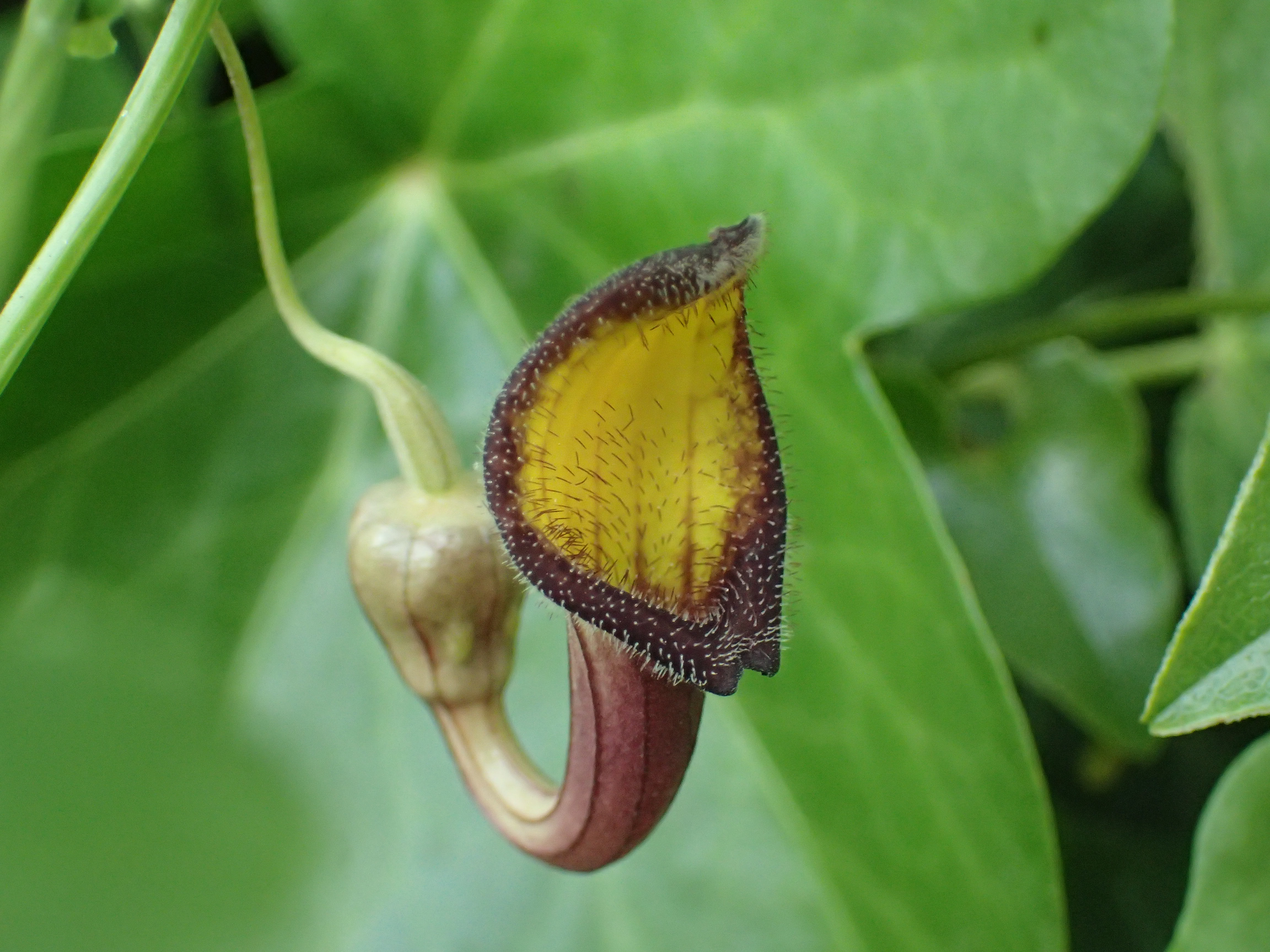
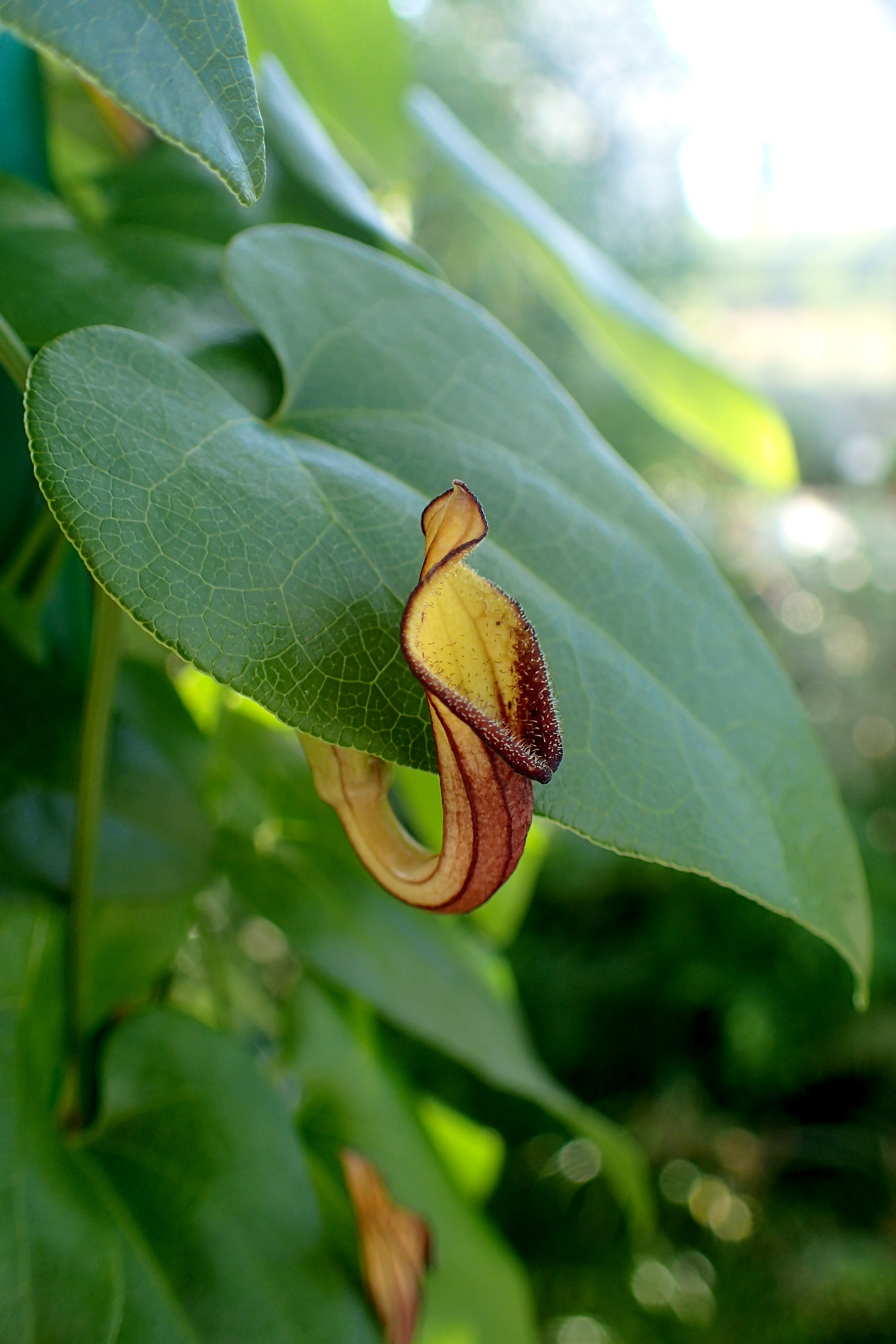
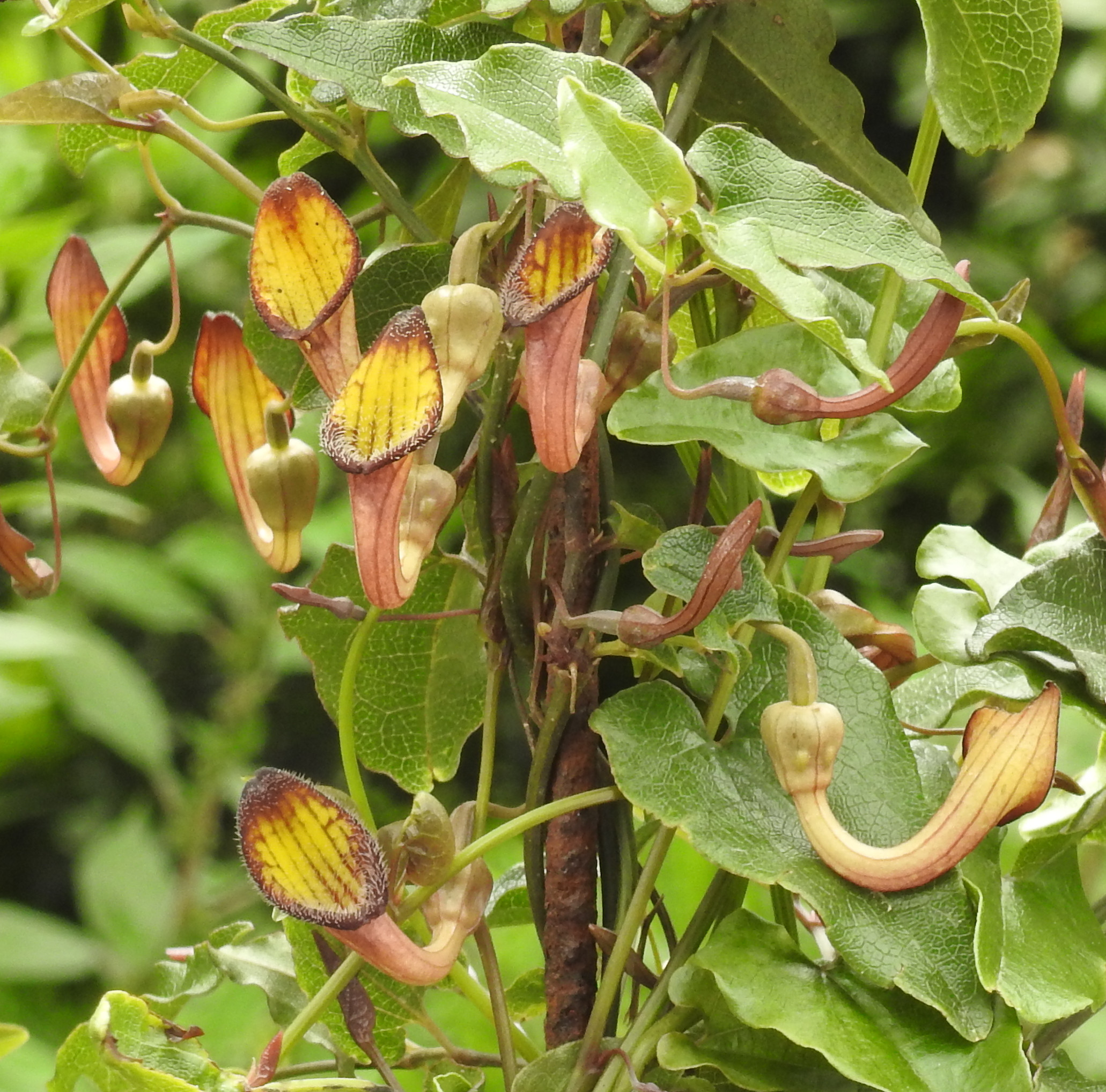